# Отклонение
„Отклонение“ е български игрален филм (драма) от 1967 година на режисьорите Гриша Островски и Тодор Стоянов, по сценарий на Блага Димитрова. Оператор е Тодор Стоянов. Създаден е по мотиви от романа „Отклонение“ на Блага Димитрова. Музиката във филма е композирана от Милчо Левиев.

## Сюжет
Филмът разказва за отношенията на двама души, някога обичали се, дълго време разделени, а после случайно срещнали се. При тази среща и припомнянето на миналото се появяват редица въпроси. Защо са се разделили някога? Какво прави любовта им днес невъзможна? Какво ги е променило?

## Състав

### Актьорски състав
| Изпълнител                          | Роля                           |
| ----------------------------------- | ------------------------------ |
| Невена Коканова                     | археоложката Неда Донева       |
| Иван Андонов                        | Боян                           |
| В епизодите                         |                                |
| Стефан Илиев (като Ст. Илиев)       | Коста                          |
| Катя Паскалева (като К. Паскалева)  | студентката Вера               |
| Доротея Тончева (като Д. Тончева)   | студентката Павлина Павлова    |
| Цветана Гълъбова (като Ц. Гълъбова) | Лили от музея, колежка на Неда |
| Любен Желязков (като Л. Желязков)   | приятелят от кафенето          |
| Дора Маркова (като Д. Маркова)      | селянката с прасковите         |
| Светослав Пеев (като Сл. Пеев)      | асистентът на Боян             |
| Димитър Лолов (като Д. Лолов)       | заекващият                     |
| Виолета Гиндева (като В. Гиндева)   |                                |
| Николай Узунов (като Н. Узунов)     | археологът Янчо                |
| Нейчо Йовчев (като Н. Йовчев)       | Варадин                        |

и др.

### Творчески и технически екип
| Сценарий               | Блага Димитрова                                                             |
| Режисьори              | Гриша Островски Тодор Стоянов                                               |
| Оператор               | Тодор Стоянов                                                               |
| Редактор               | Валери Петров                                                               |
| Музика                 | Милчо Левиев                                                                |
| Оператор на камерата   | Виктор Чичов                                                                |
| Художници              | Любомир Йорданов арх. Богоя Сапунджиев                                      |
| Костюми                | Ани Лъскова                                                                 |
| Грим                   | Кирил Траянов                                                               |
| Монтаж                 | Веселина Гешева Люба Петрова                                                |
| Звукооператор          | Николай Попов                                                               |
| Втори режисьор         | Петър Каишев                                                                |
| Асистент-режисьори     | Дора Смедовска Ангел Стойков                                                |
| Асистент-оператори     | Велчо Велчев Христо Христакиев Константин Чернев                            |
| Фотограф               | Л. Михайлова                                                                |
| Осветление             | Ас. Велчев                                                                  |
| Организатори           | Петър Николов Петър Курдов Мария Любенова                                   |
| Асистент-звукооператор | Райчо Пулев                                                                 |
| Комбинирани снимки     | Оператор Богомил Петков Художник Стоян Кьосовски                            |
| Консултант             | Д. Николов, директор на Архелогическия музей, Стара Загора                  |
| Директор               | Христо Каранешев                                                            |
| Производство           | Българска кинематография Студия за игрални филми - София /Copyright © 1967/ |

## Награди
- Специална награда и награда за женска роля на Невена Коканова, (Варна, 1967).
- Награда на журито на кинокритиката за операторска работа, (Варна, 1967).
- Златен медал и награда на ФИПРЕСИ, (Москва, СССР, 1967)
- Награда за най-добър филм на индийското дружество за връзки с чужбина, (Делхи, Индия, 1968).